# Musée historique de Haguenau

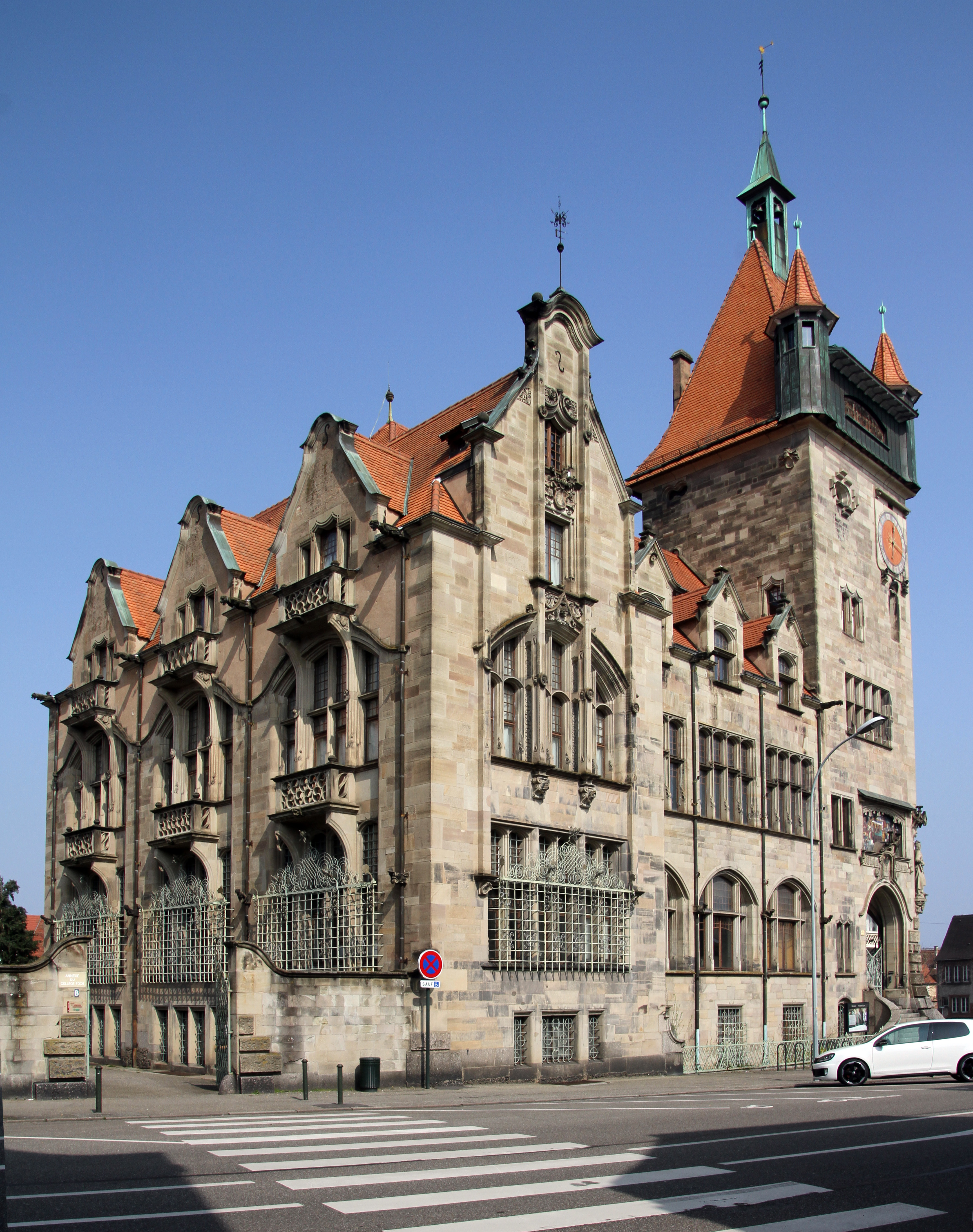
Außenansicht des Museums

Das Musée historique (Historisches Museum) ist das stadt- und kulturgeschichtliche Museum der Gemeinde Hagenau im Elsass (heute Région Grand Est, Frankreich). Das Museum besitzt überregional bedeutende Bestände in den Bereichen Archäologie, Skulptur des Spätmittelalters (ca. 1400–1550) und Kunstgewerbe.

## Das Gebäude
Das Museum wurde 1900 vom langjährigen Bürgermeister Xaver Nessel ins Leben gerufen, der auch ein passionierter Hobbyarchäologe war. Der Bau wurde von den Architekten Richard Kuder und Joseph Müller entworfen, die zu dieser Zeit auch das Straßburger Sängerhaus  errichteten, und nach fünfjähriger Bauzeit 1905 eingeweiht. Das überaus detailreich gestaltete Gebäude im Stil der Neorenaissance mit Anklängen an die Formensprache der Neugotik und des Jugendstils sollte sowohl das städtische Museum als auch das Stadtarchiv und die Bibliothek beherbergen. Aus Platzmangel wurde die Volkskunstsammlung 1972 in das zu diesem Zweck gegründete Musée alsacien (Elsässisches Museum) ausgelagert. Seit dem Umzug der Stadtbibliothek befindet sich nur noch das Stadtarchiv im gleichen öffentlichen Gebäude wie die Sammlung des Historischen Museums.

Die Sammlung gliedert sich über drei Ebenen: Kellergeschoss (Vor- und Frühgeschichte, Kelten, Galloromanen, Merowinger), Erdgeschoss (Mittelalter, Renaissance, Dreißigjähriger Krieg) und Obergeschoss (jüngere Neuzeit).

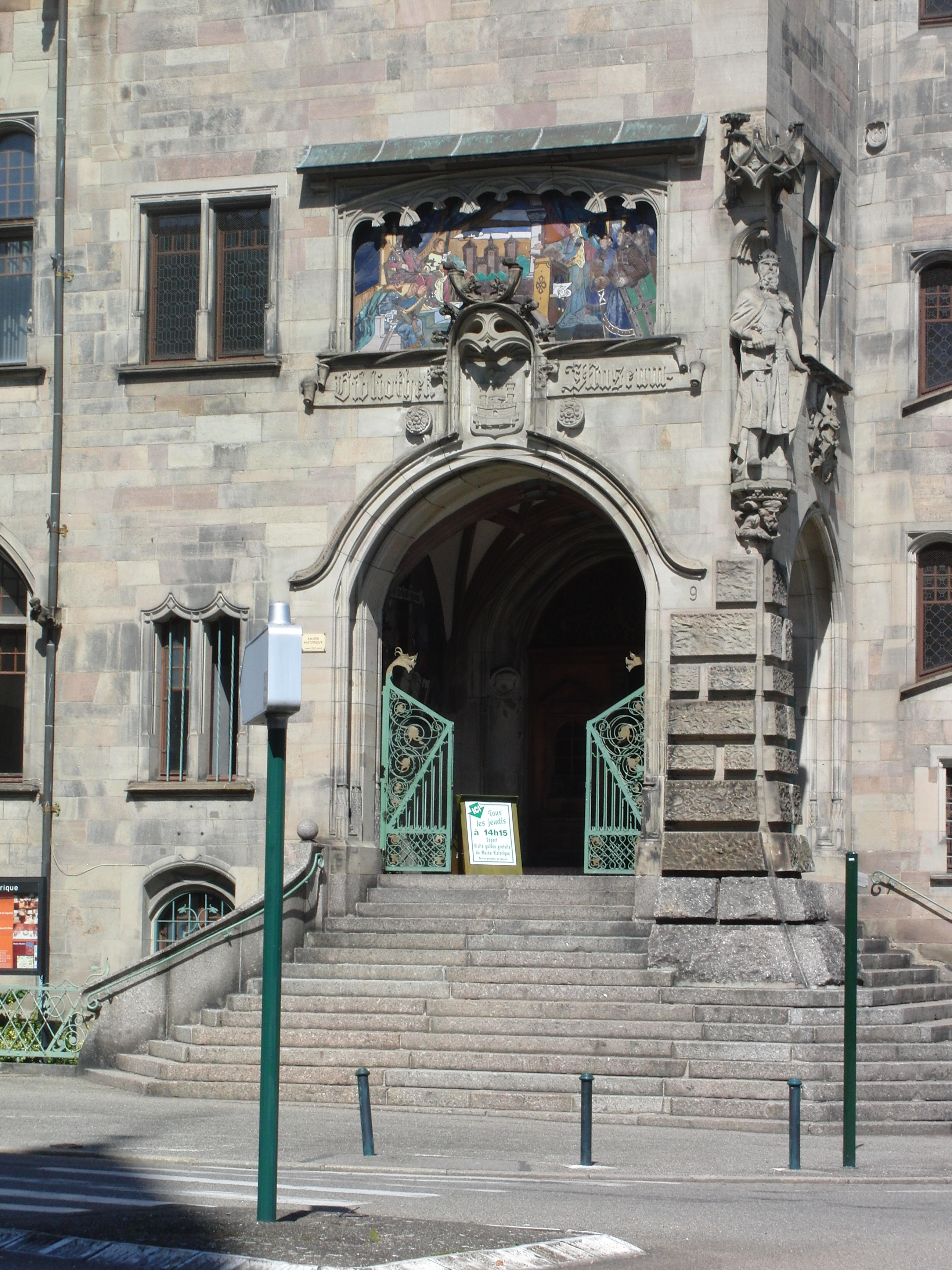
Eingang des Museums
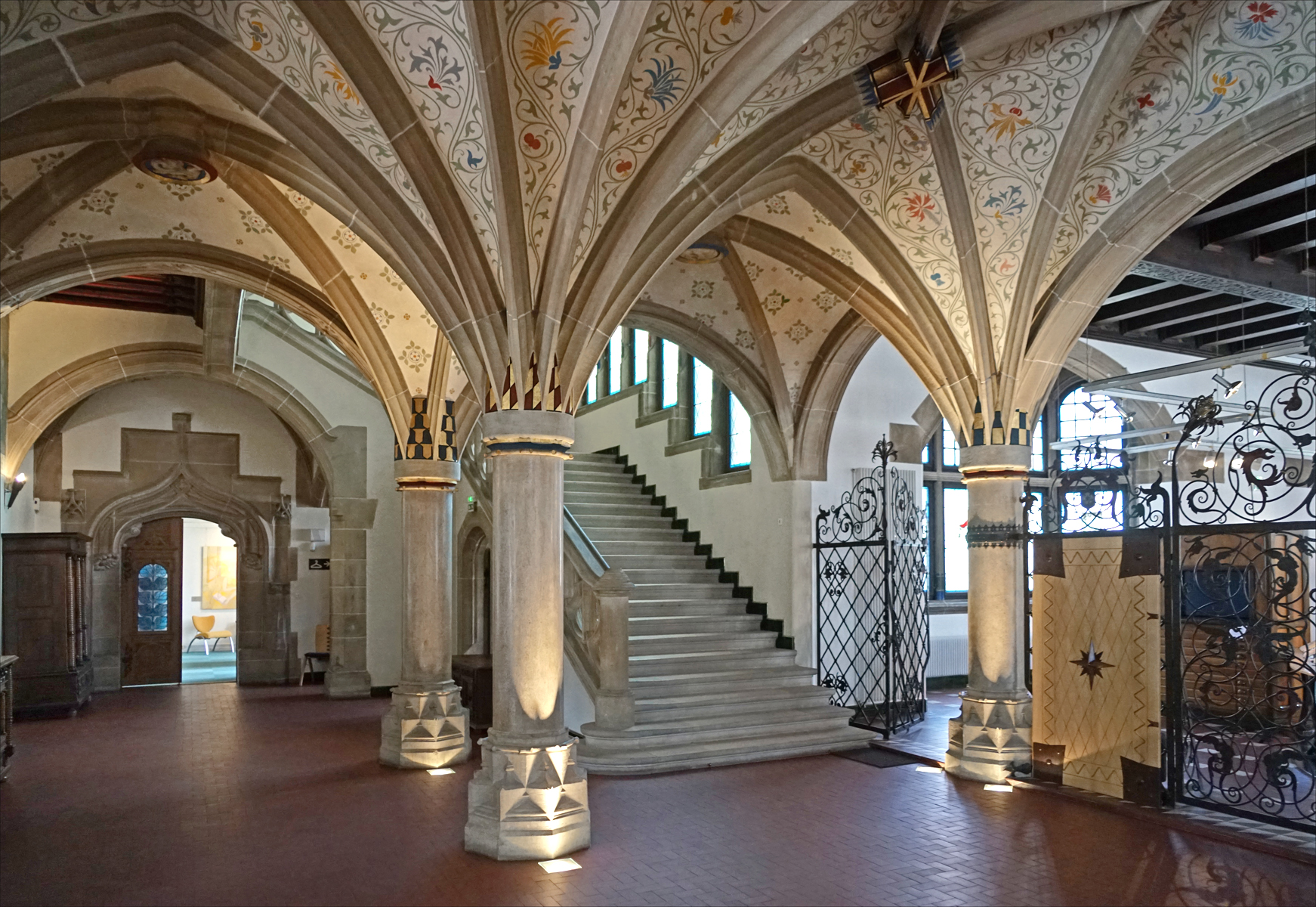
Eingangsbereich innen
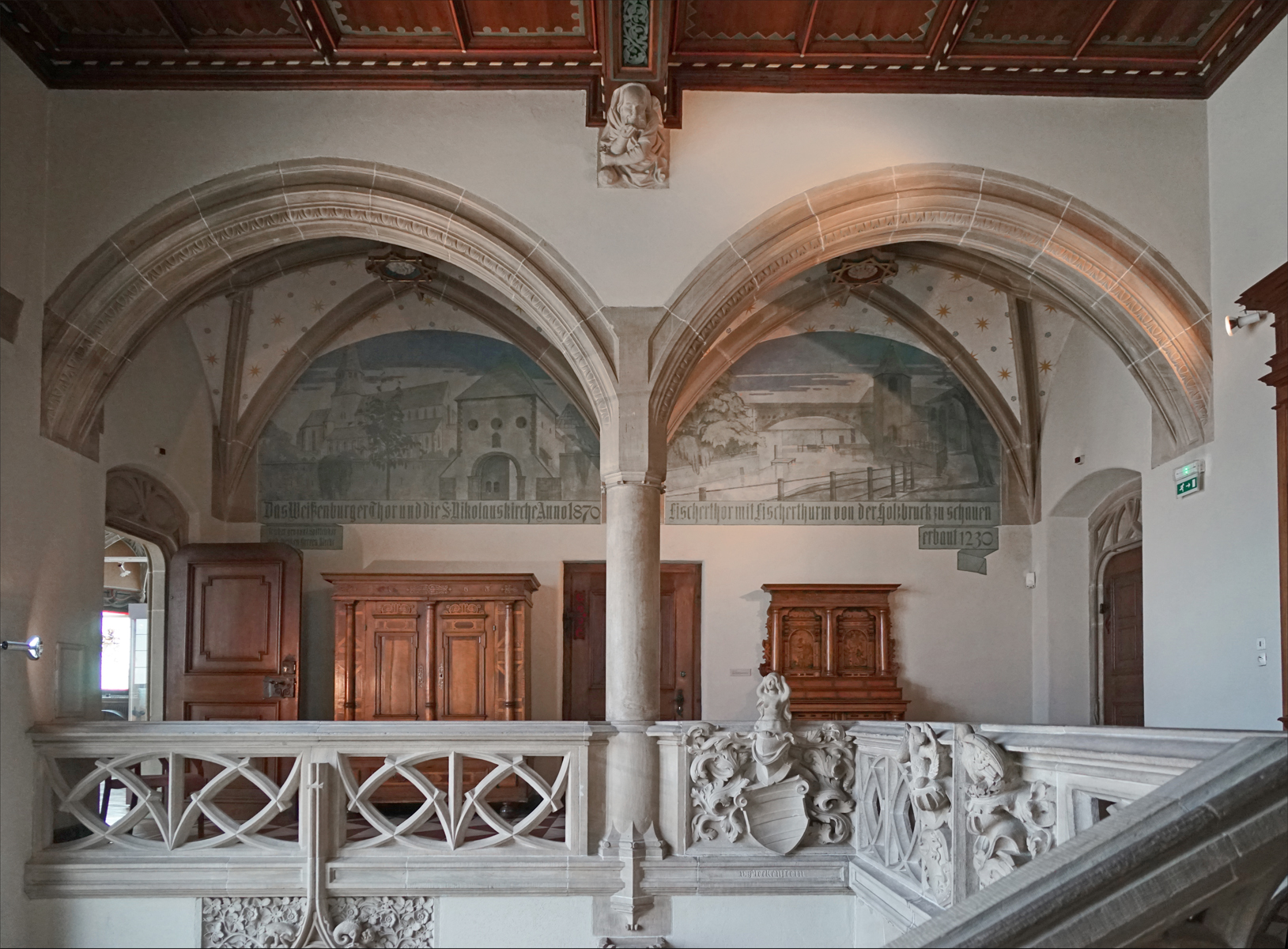
Obergeschoss des Treppenhauses
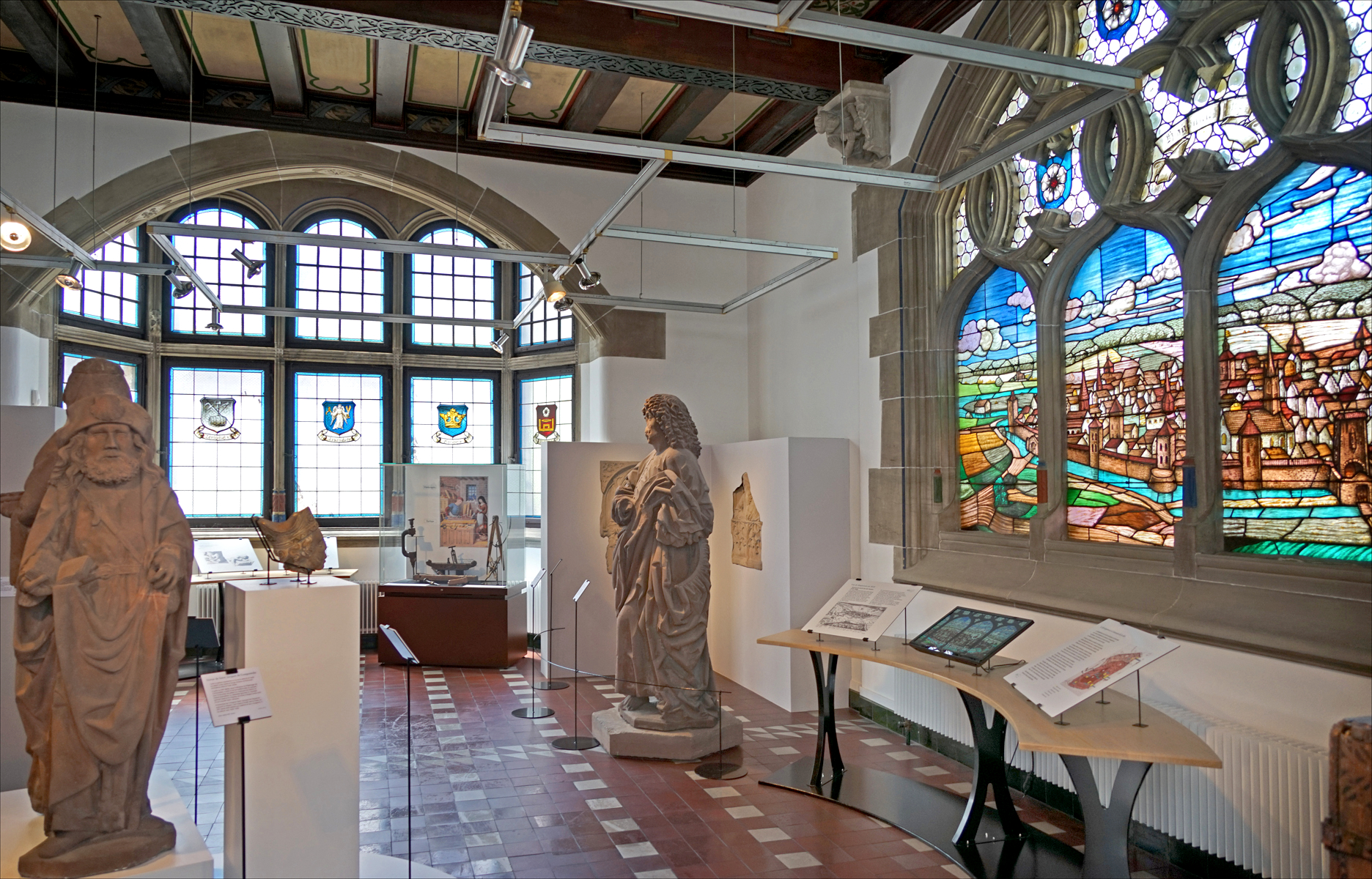
Blick in einen Saal

## Die Sammlung
Das Historische Museum bewahrt die (zum Teil spärliche) Erinnerung an zahlreiche zerstörte Gebäude der Stadt, darunter die Kaiserpfalz. Schwerpunkte der Hagenauer Sammlung sind die ur- und frühzeitlichen Funde aus dem Hagenauer Forst, insbesondere aus der Bronzezeit und der Eisenzeit, die zum großen Teil von Xaver Nessel persönlich ausgegraben wurden (Seltzer Hügelgräber); die Schnitz- und Steinmetzwerke des späten Mittelalters, mit zahlreichen Statuen und Reliefs aus abgerissenen Kirchen, Klöstern, Kapellen und Profanbauten wie dem ehemaligen Rathaus, darunter das Selbstporträt von Friedrich Hammer (1542); und das Kunsthandwerk, mit einer umfassenden Sammlung von Porzellan von Paul und Karl-Franz Hannong, von Jugendstilkeramik und -glas und von frühmoderner glasierter Keramik. Die Jugendstilsammlung des Museums verdankt sich dem Hagenauer Ehepaar Henninger, das ihm 2014 insgesamt 81 Werke von Gallé, Daum, Lalique, Herborth u. v. a. m. nebst einer Vitrine von Majorelle im Gesamtwert von 357.600 € (Stand: Februar 2014) vermachte.

Zu den weiteren interessanten Gegenständen gehören unter anderem Artefakte aus der Römerzeit, eine kleine Sammlung zur jüdischen Geschichte der Stadt (Judaica) und das Automobil von Xaver Nessel, ein Doppelphaeton der Marke Maurer aus dem Jahr 1905.

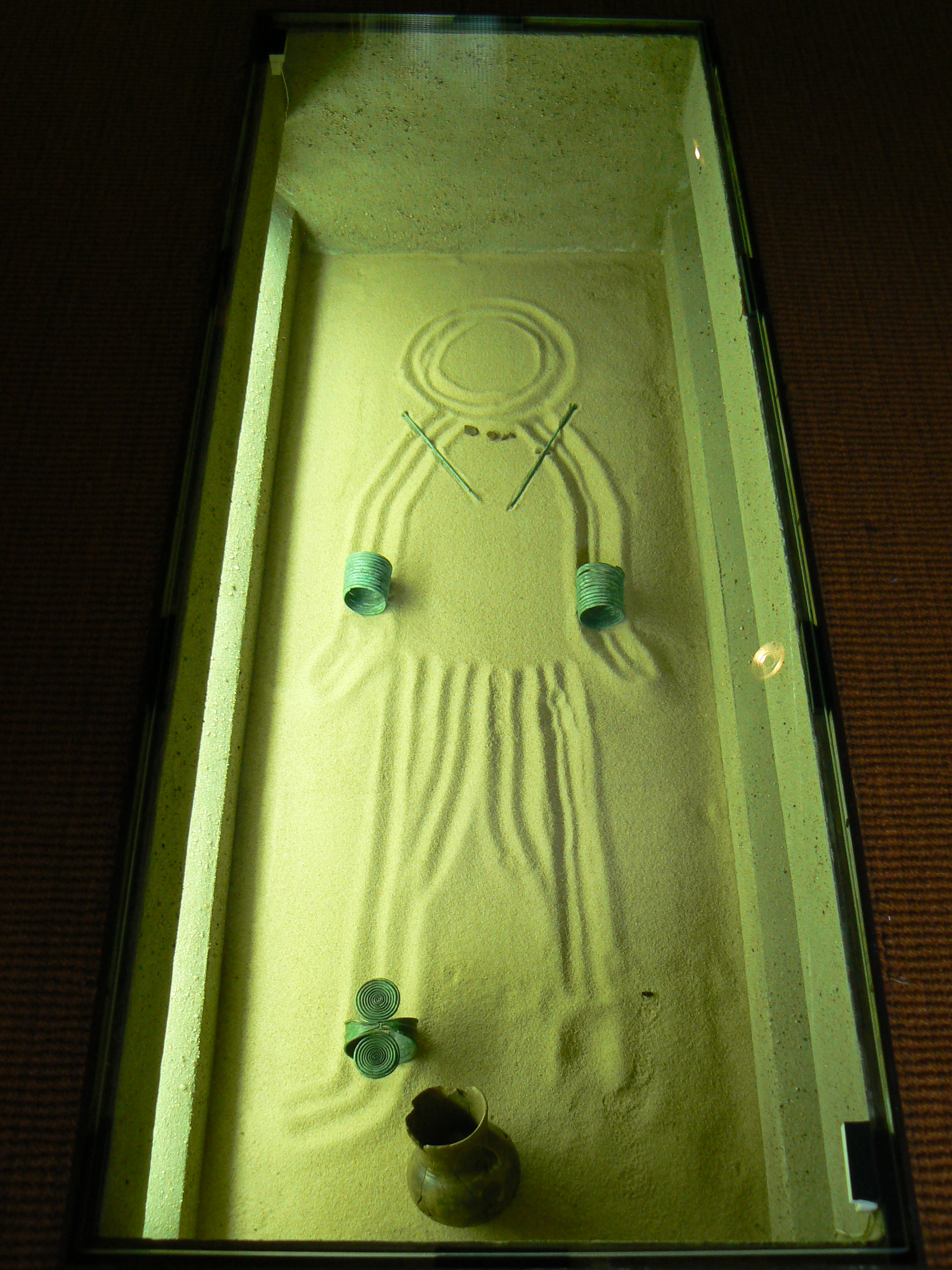
Grab aus der Bronzezeit
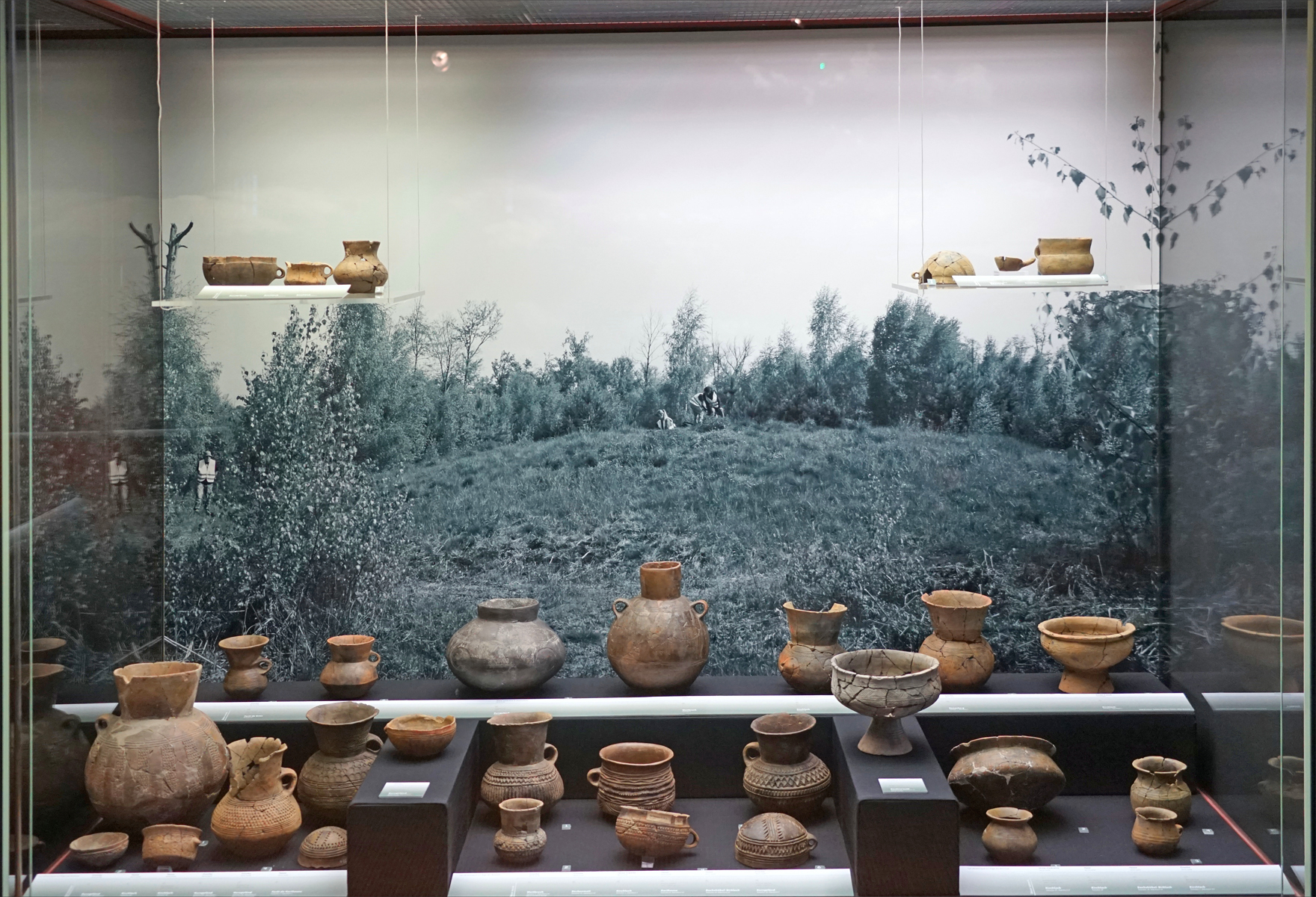
Keramik aus der Bronzezeit
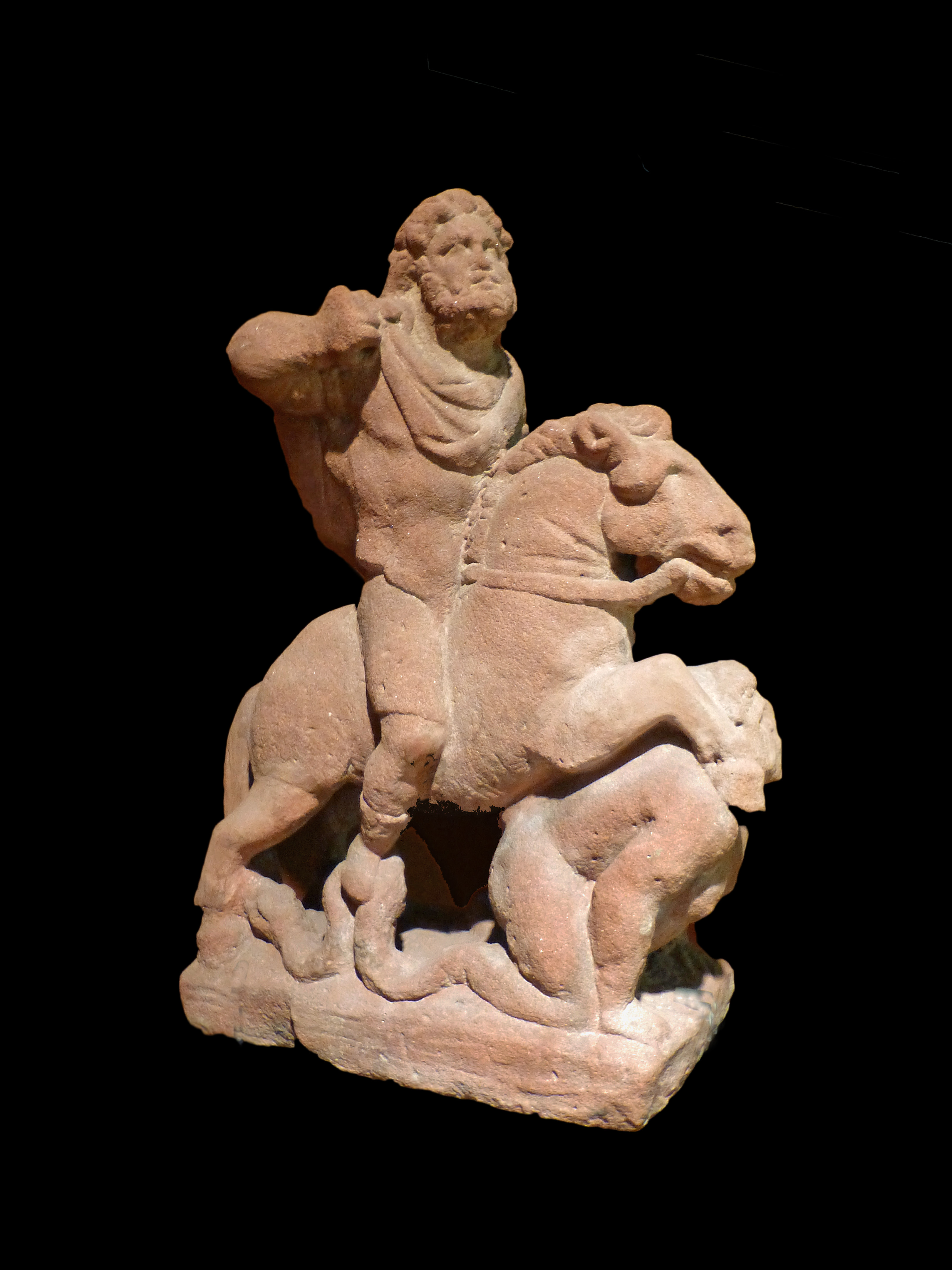
„Taranis“ aus Seltz
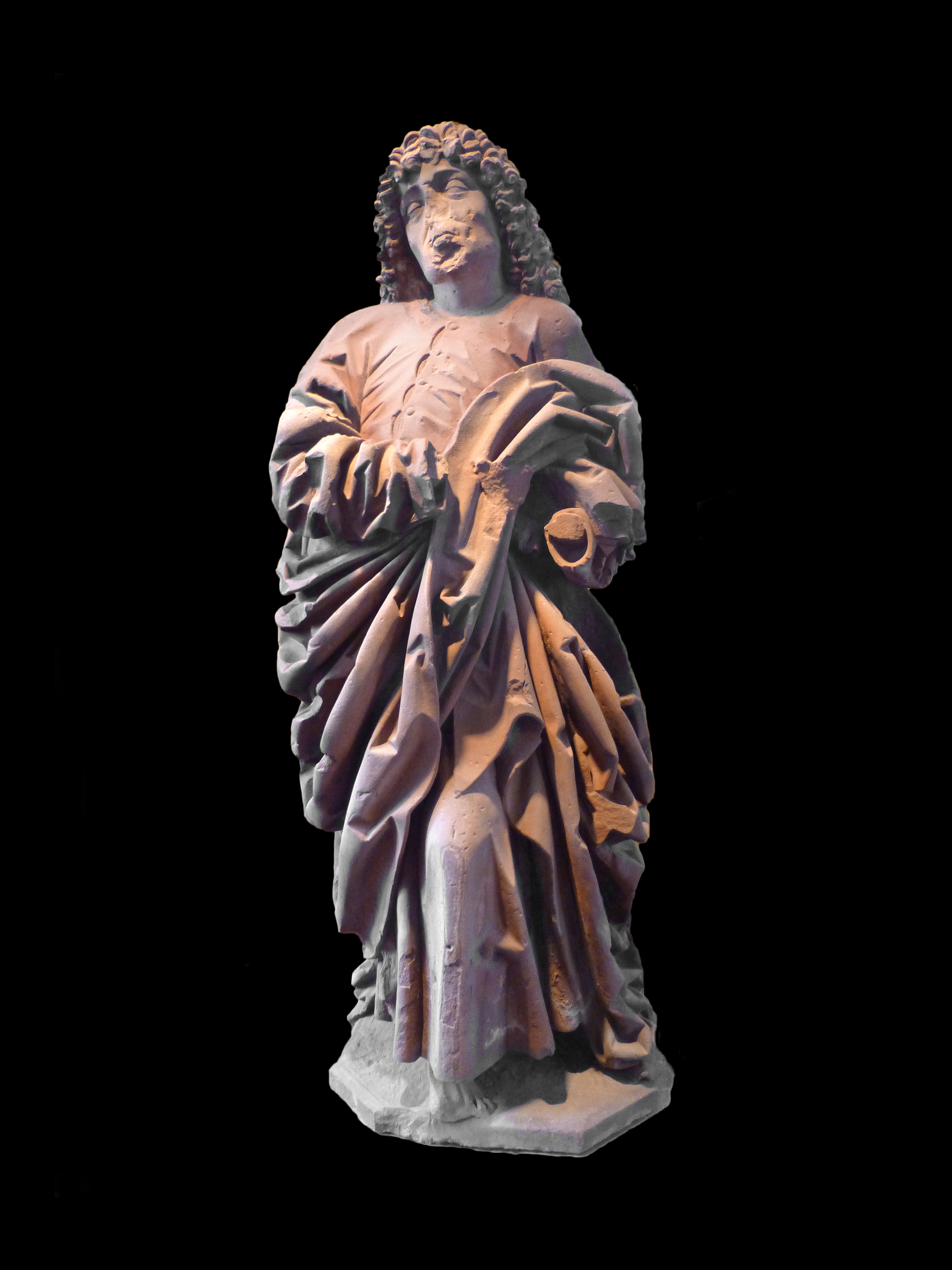
„Evangelist Johannes“ (ca. 1477–78)
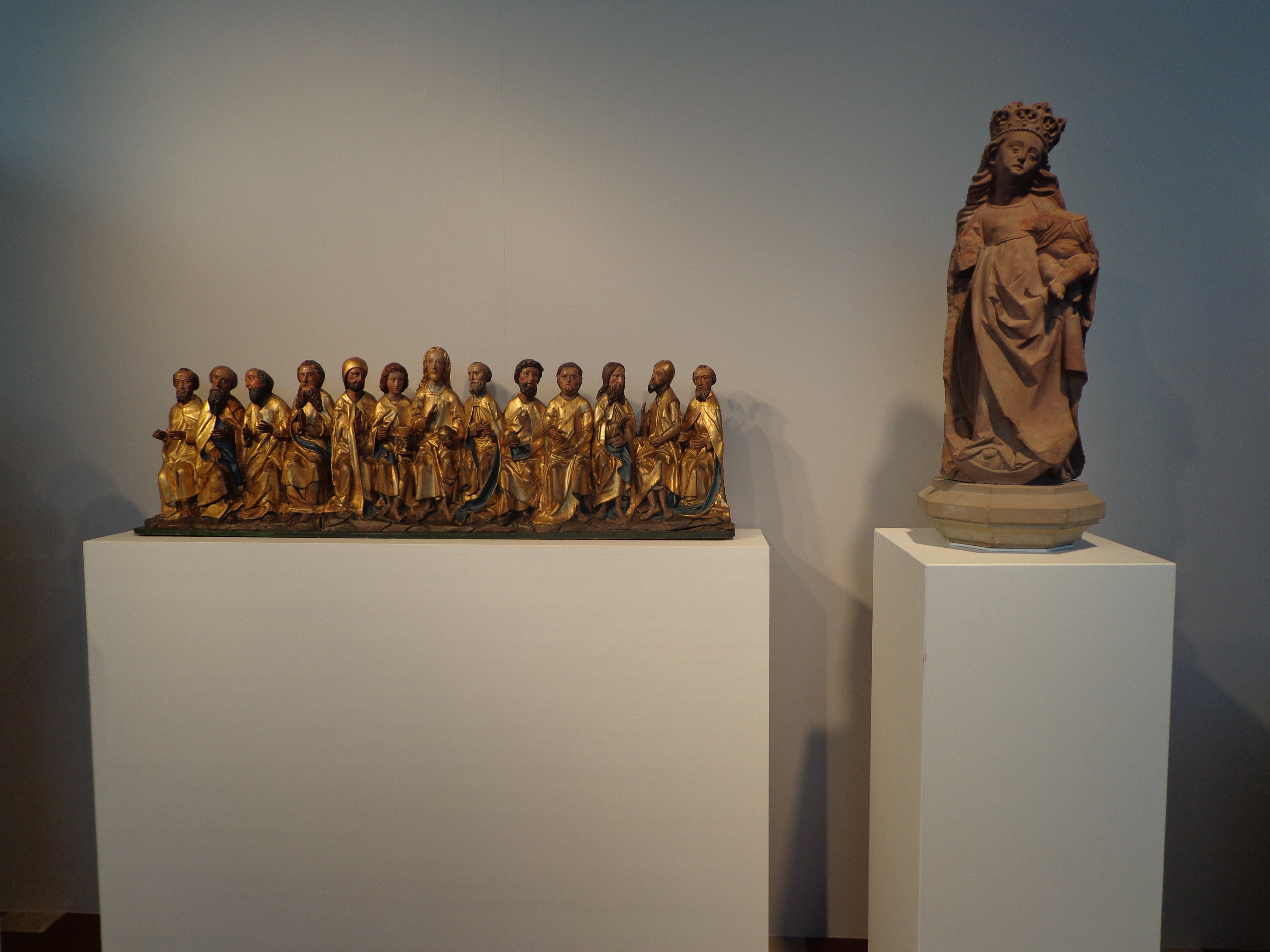
„Christus und die Apostel“ (15. Jahrhundert); „Madonna mit Kind“ (frühes 16. Jahrhundert)
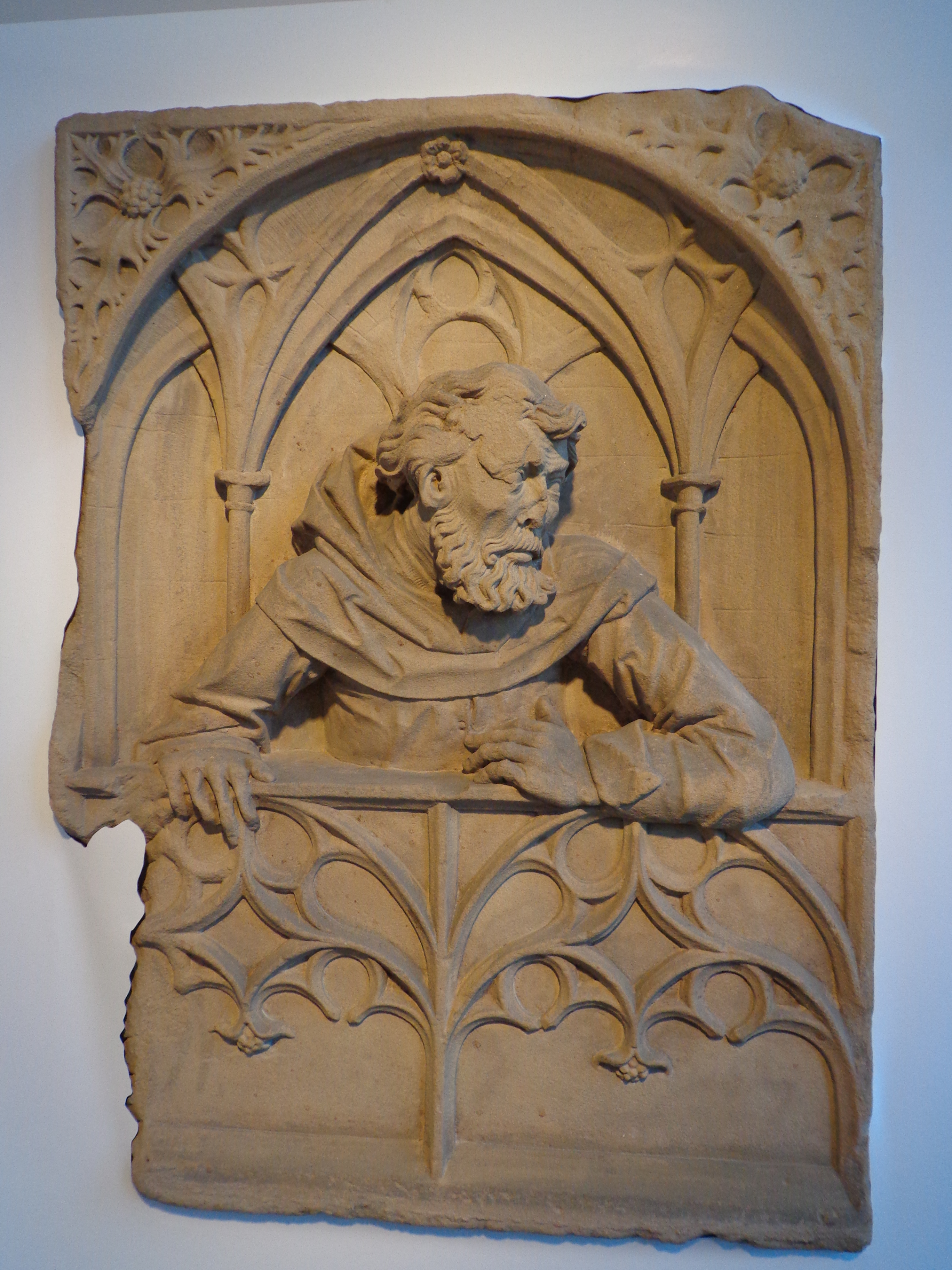
„Mann mit Kapuzenmantel“ (frühes 16. Jahrhundert) vom ehemaligen Rathaus
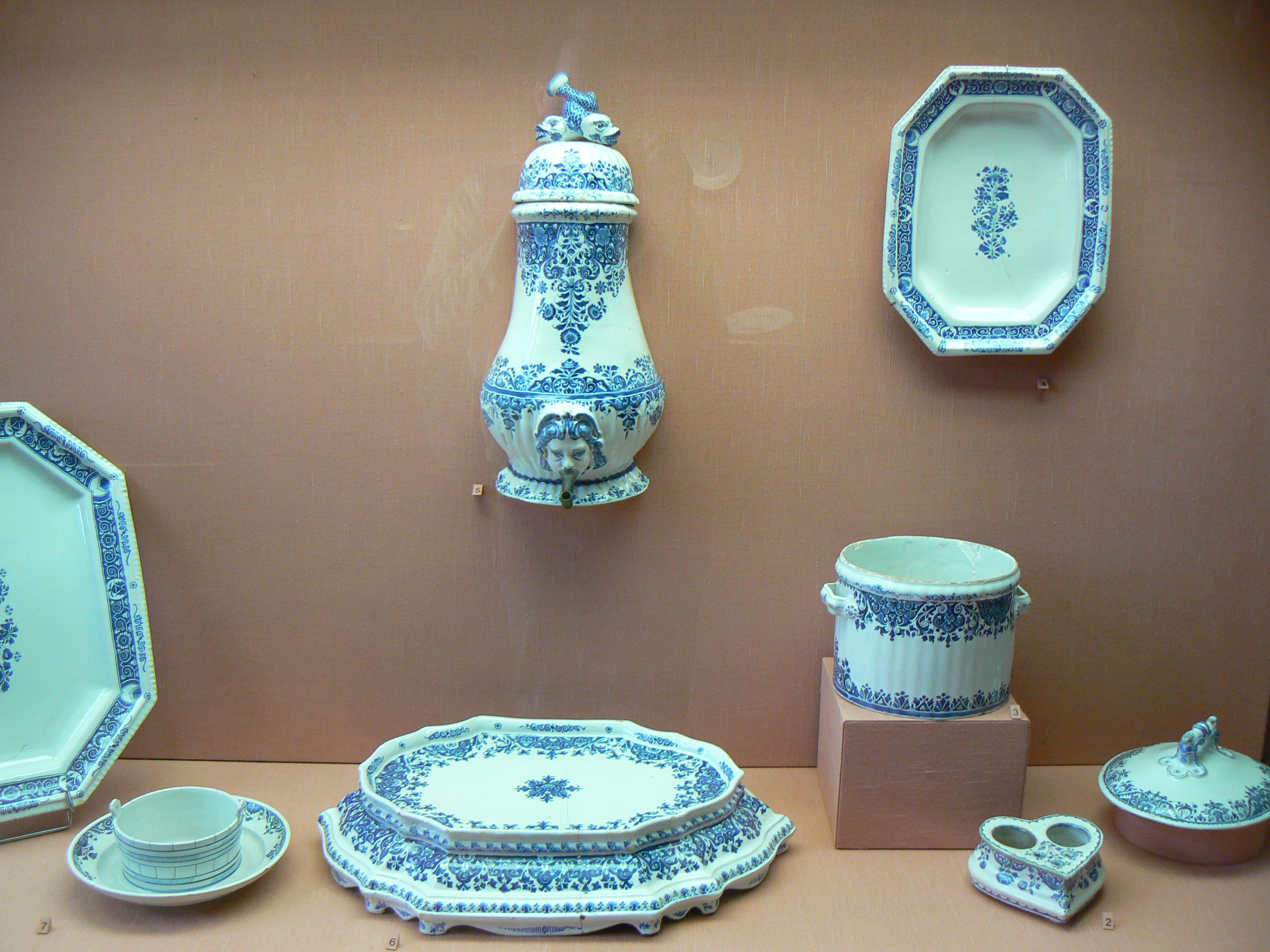
Fayence von Paul Hannong
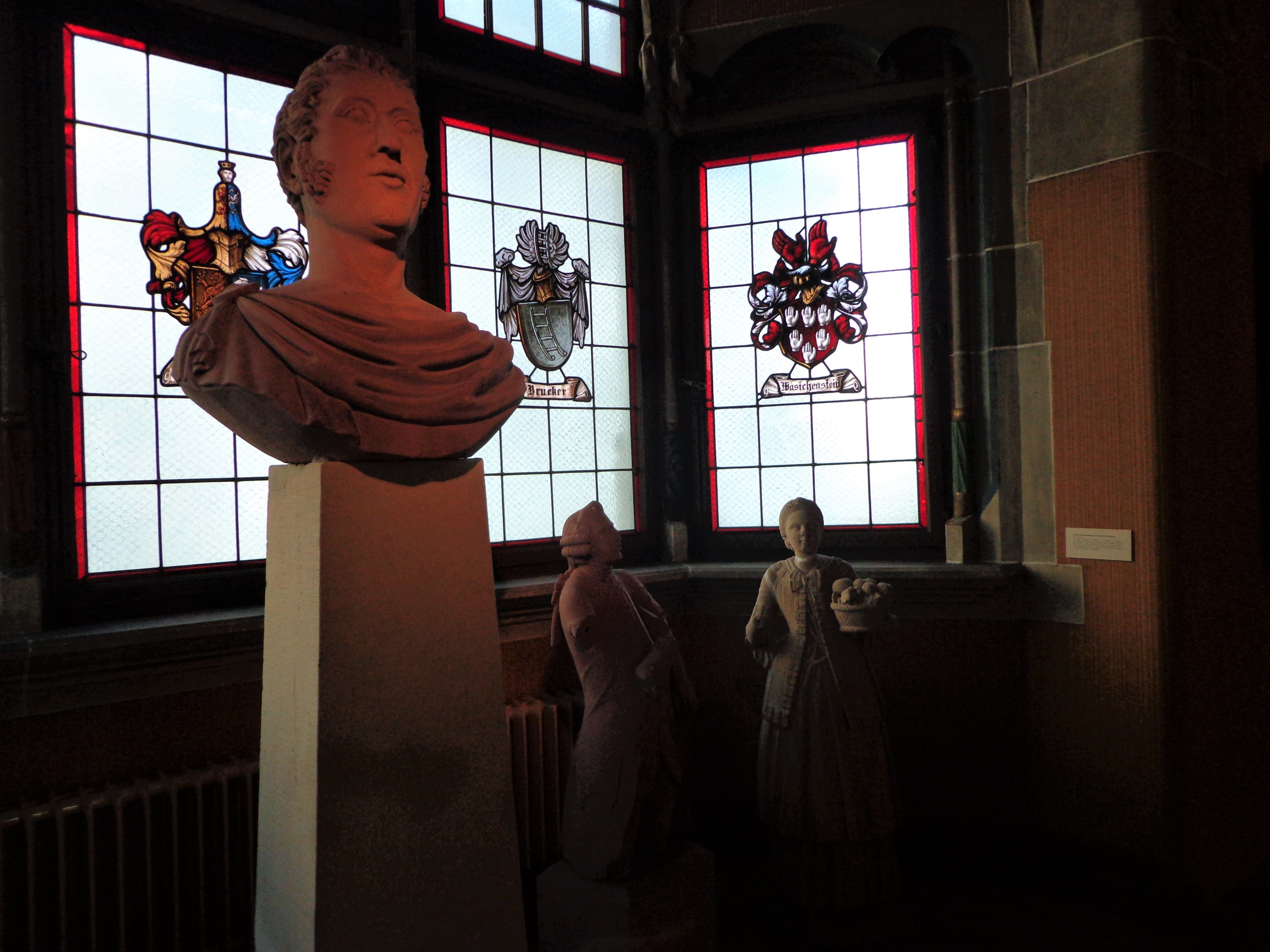
Fragmente eines Denkmals für den Herzog von Berry (1814)
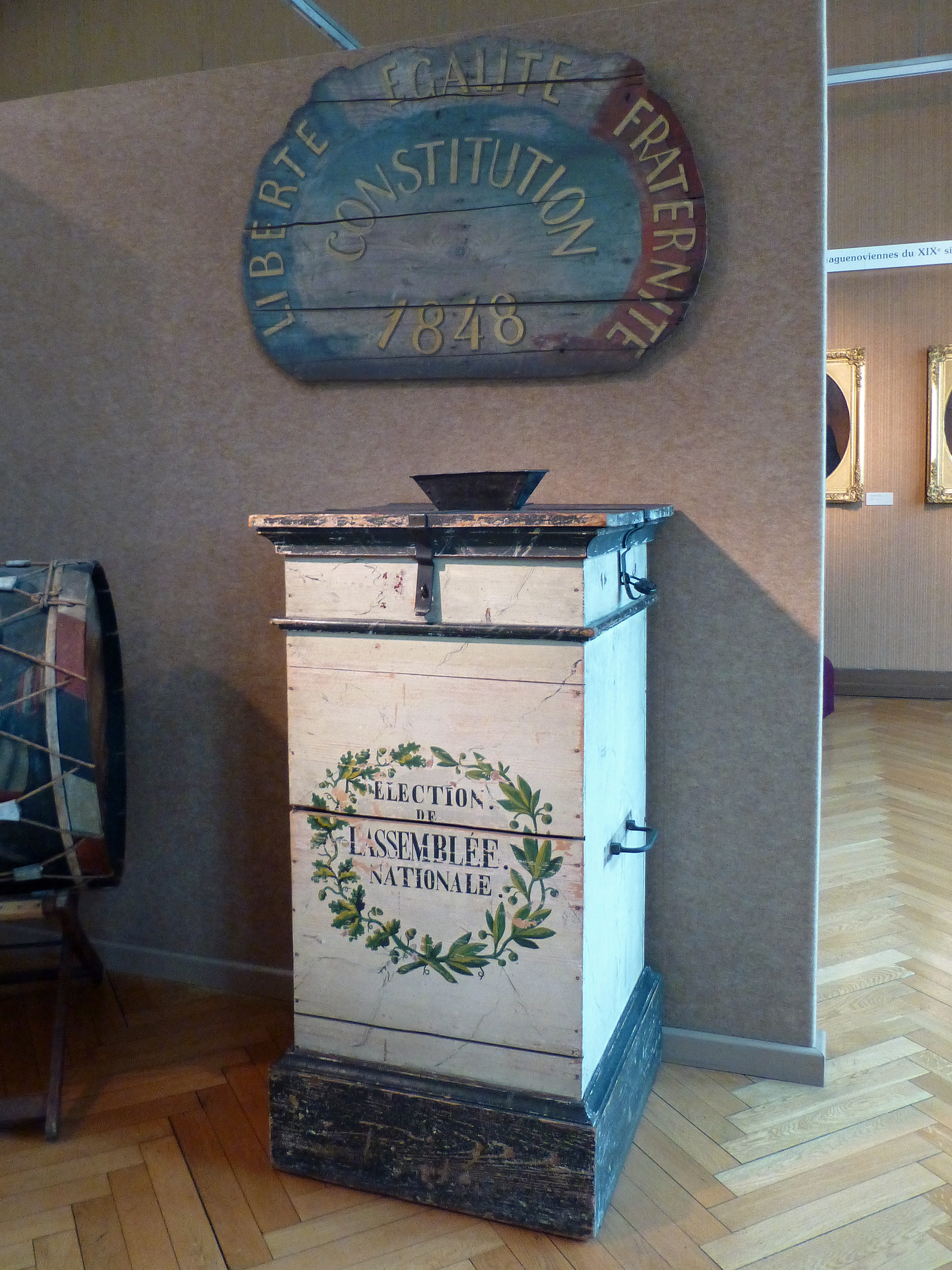
Wahlurne (1848)
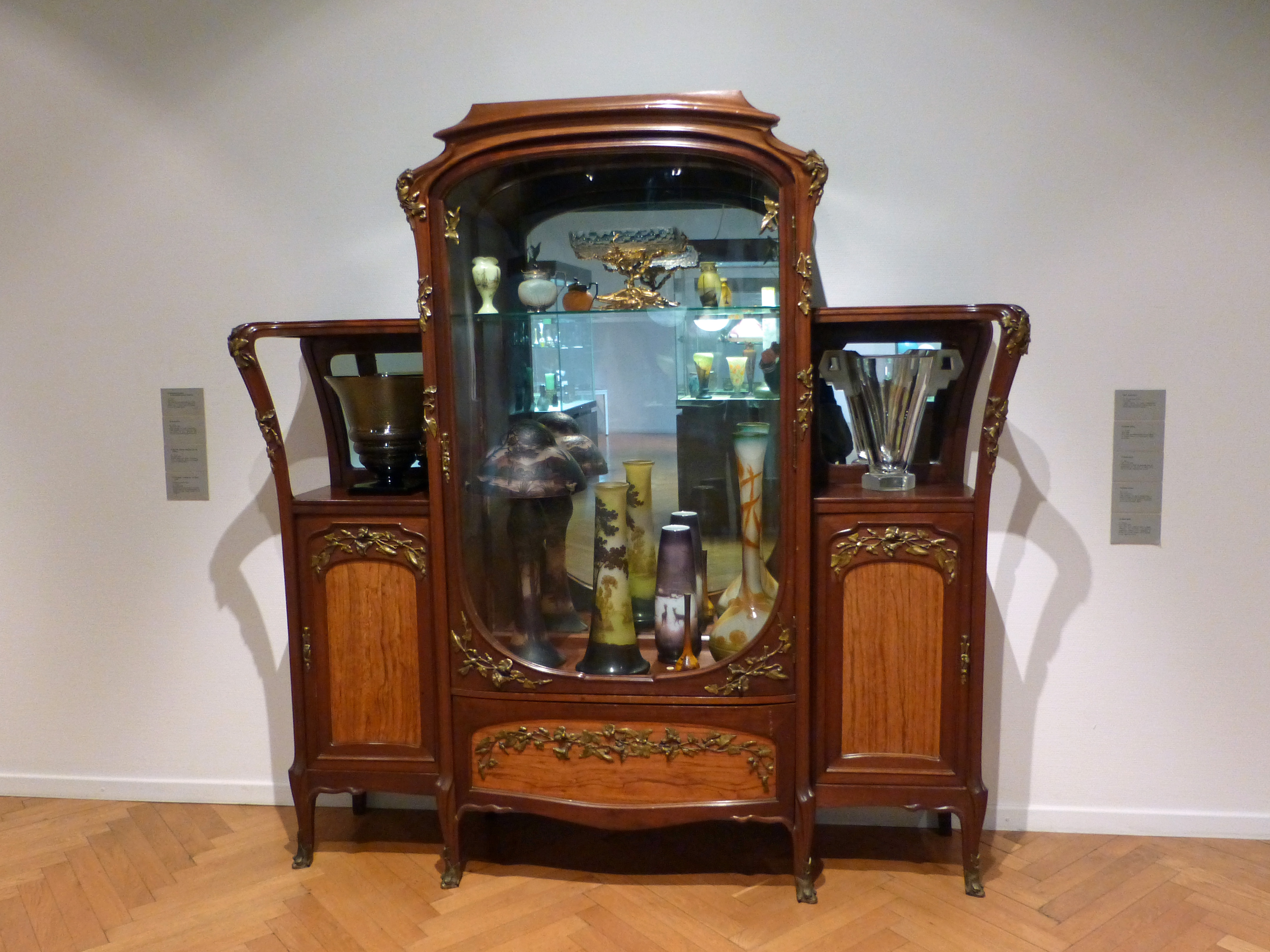
Jugendstilvitrine mit Jugendstilglas